# Zonia Baber
Zonia Baber, właśc. Mary Arizona Baber (ur. 24 sierpnia 1862 w hrabstwie Clark, zm. 10 stycznia 1956 w hrabstwie Ingham) – amerykańska geograf i geolog, najbardziej znana z opracowania metod nauczania geografii. Kładły one nacisk na uczenie się poprzez działanie, m.in. pracę w terenie i eksperymenty.

## Życiorys
Ponieważ miasto rodzinne Baber nie oferowało edukacji ponadpodstawowej przeprowadziła się do oddalonego o ponad 200 km miasta Paris. Mieszkała razem ze swoim wujem, uczęszczając tam do szkoły średniej. Po jej ukończeniu zaczęła uczyć się w tzw. normal school, aby zostać nauczycielem.
Rozpoczęła karierę w latach 1886–1888 jako dyrektor szkoły prywatnej. Następnie zaczęła nauczać w Cook County Normal School (obecnie Chicago State University), gdzie w latach 1890–1899 była kierownikiem wydziału geografii. Wykazywała współzależność między geografią strukturalną, historią a naukami przyrodniczymi. Na prowadzonym przez siebie kursie uczyła nie tylko podstaw geografii, ale także meteorologii i geografii matematycznej. Gdy nauczała, sama szkoliła się w dziedzinie geologii, dołączając do pierwszych zajęć przyjmujących kobiety. W 1904 zdobyła tytuł licencjata.
W latach 1901–1921 pracowała jako profesor nadzwyczajny i kierownik wydziału geografii i geologii na University of Chicago Laboratory Schools. Nauczając, wolała skupić się na pracy w terenie, umożliwiając swoim uczniom działanie i odkrywanie, a nie zapamiętywanie faktów. Metody stosowane przez Baber są w dalszym ciągu stosowane. Powiedziała, że student zbyt późno odkrywa, że niepowiązana wiedza nie jest potęgą; że tylko wiedza naukowa, czyli ujednolicone, powiązane doświadczenia są cenne.
Baber promowała wycieczki i osobiste doświadczenia, a nie zapamiętywanie faktów i definicji, ale pracowała również nad ulepszeniem konwencjonalnych pomocy edukacyjnych. W czasie, gdy była przewodniczącą Międzynarodowej Ligi Kobiet na rzecz Pokoju i Wolności utworzyła komitet do kontroli podręczników w celu zastąpienia przestarzałych lub nieodpowiednich zwrotów tymi, które mają powstrzymać utrwalanie się negatywnych uprzedzeń.
W 1920 opublikowała „A Proposal for Renaming the Solar Circles in the Journal of Geography”. Zaproponowała, aby zmienić nazwy zwrotników ze Zwrotnika Koziorożca i Raka na Zwrotnik Północny i Południowy. Współcześnie obydwie nazwy są akceptowane w świecie geografii, choć nie wprowadzono żadnych oficjalnych zmian.

### Towarzystwo geograficzne
W 1898 Baber współzałożyła Geographic Society of Chicago. Przewodziła mu i była związana z nim przez 50 lat. W 1948 otrzymała nagrodę za całokształt twórczości.
Przez całe życie była pasjonatką spraw społecznych. Jako feministka i antyimperialistka włożyła wiele wysiłku w walkę z seksizmem, rasizmem i nietolerancją. Była orędowniczką prawa wyborczego kobiet w USA, a w 1926 reprezentowała kobiety z Puerto Rico w rozszerzeniu prawa wyborczego na region.
Baber, poza pełnieniem roli przewodniczącej Międzynarodowej Ligi Kobiet na rzecz Pokoju i Wolności, była także członkiem komitetu wykonawczego  Krajowego Stowarzyszenia na Rzecz Popierania Ludności Kolorowej oraz przewodniczącą Race Relations Committee of the Chicago Women’s Club. Wiele podróżowała, zarówno ze względu na karierę zawodową, jak i swoją działalność rzeczniczą, uczestnicząc w międzynarodowych konferencjach i wydarzeniach. Jedną z takich okazji była podróż z delegacją Ligi Kobiet na Haiti w 1926.

### Projektowanie

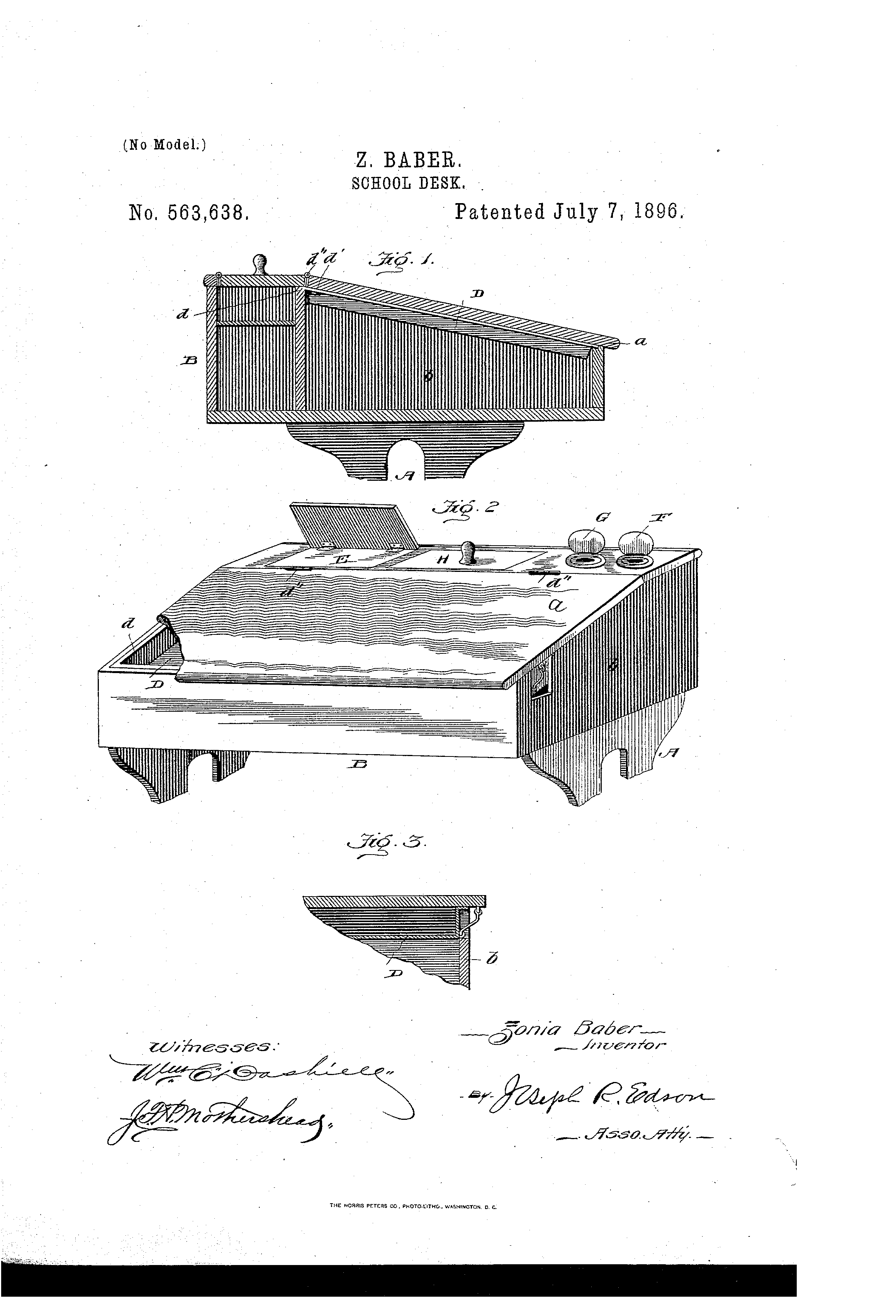
Projekt biurka Zonii Baber

W 1896 Zonia Baber zaprojektowała nowe szkolne biurko, dostosowane do nauczania geografii i innych przedmiotów. W przeciwieństwie do zwykłego szkolnego biurka, jej projekt zawierał tacę i przegrody przeznaczone do przechowywania materiałów do nauki. Korzystając z jej biurka uczniowie zawsze mieli pod ręką swoje przybory do nauki.

## Prace
- 'Geography,' The Elementary School Teacher and Course of Study 1, str. 42 (1900). (razem z Wallace W. Atwood).
- 'Geography,' The Elementary School Teacher and Course of Study 1, str. 130 (1900) (razem z Wallace W. Atwood).
- 'Geography,' The Elementary School Teacher and Course of Study 1, str. 183 (1900) (razem z Wallace W. Atwood).
- 'Geography,' The Elementary School Teacher and Course of Study 1, str. 284 (1900) (razem z Wallace W. Atwood).
- 'Geography,' The Elementary School Teacher and Course of Study 1, str. 788 (1901).
- 'Geography,' The Elementary School Teacher and Course of Study 2, str. 48 (1901).
- 'Geography,' The Elementary School Teacher and Course of Study 2, str. 108 (1901).
- 'Geography,' The Elementary School Teacher and Course of Study 2, str. 194 (1901).
- 'Geography,' The Elementary School Teacher and Course of Study 2, str. 346 (1902).
- 'Field work in the elementary school,' The Journal of Geography 4, str. 18 (1905).
- 'The scope of geography,' The Journal of Geography 4, str. 386 (1905).
- 'A lesson in Geography–From Chicago to the Atlantic,' The Elementary School Teacher 7, str. 458 (1907).
- 'The teaching of the geography of the continent of Eurasia,' The Elementary School Teacher 7, str. 519 (1907).
- 'Conservation of important geographical areas for educational purposes,' The Journal of Geography 11, str. 287 (1913).
- 'Lost opportunities in teaching geography,' The Journal of Geography 14, str. 296 (1916).
- 'The oceans: our future pastures,' The Scientific Monthly 3, str. 258 (1916).
- 'A proposal for renaming the solar circles,' The Journal of Geography 19, str. 245 (1920).
- (with E.G. Balch) 'Problems of education,' in Occupied Haiti, ed. E.G. Balch, NY: The Writer's Publishing Company, str. 93 (1927).
- 'Peace Symbols,' Chicago Schools Journal 18, str. 151 (1937).
- 'Moral Issues,' in The Negro Problems of the Community to the West, Report of the Commission on Intercommunity relationships of the Hyde Park-Kentwood Council of Churches and Synagogues, str. 28 (1940).
- Peace Symbols, Chicago: Międzynarodowa Liga Kobiet na rzecz Pokoju i Wolności  (1948).